# La Serreta (Ribera d'Urgellet)
La Serreta és una serra situada al municipi de Ribera d'Urgellet a la comarca de l'Alt Urgell, amb una elevació màxima de 891 metres.